# Santiago Álvarez
Santiago Álvarez, född 18 mars 1919, död 20 maj 1998, var en kubansk filmregissör.
Álvarez förändrade dokumentärfilmen på Kuba genom att använda rytmiska montage av olikartade bild och ljudelement i undervisande eller agitatoriskt syfte. Bland hans filmer märks särskilt  Now! (1965), en kortfilm om rasismen i USA, formad av stillbilder som klipps till titelsång av Lena Horne.